# هفشجان
هَفشِجان یکی از شهرهای باستانی ایران واقع در بخش مرکزی شهرستان شهرکرد استان چهارمحال و بختیاری می‌باشد. این شهر در ۱۵ کیلومتری جنوب غربی شهرکرد، ۱۱۵ کیلومتری اصفهان و در دامنهٔ رشته کوه جهان بین قرار دارد. بر اساس سرشماری سال ۱۳۹۵جمعیت هفشجان برابر با ۲۱٬۳۵۲ نفر بوده است. پیشینه این شهر به دوره نوسنگی می‌رسد. این شهر تا پایان عصر صفویه حائز مرکزیت تمام در منطقه چهارمحالِ اصفهان بوده است و در ابتدای دوره قاجاریه نیز این موقعیت را حفظ نموده است.
شهر هفشجان امروزه منتظر اتمام مراحل ارتقاء به بخش می‌باشد؛ چرا که معیارهای گرفتن بخشداری در شهرستان شهرکرد را دارد.

## موقعیت جغرافیایی
هفشجان در مختصات جغرافیایی ۵۰ درجه و ۴۷ دقیقه طول شرقی و ۳۲ درجه و ۱۳ دقیقه عرض شمالی، در ارتفاع ۲۰۶۶ متر از سطح دریا و از نظر موقعیت استقرار در دشت هفشجان، چهارمین دشت وسیع استان واقع شده است. در دوران معاصر، هفشجان به صورت یکی از چند مرکز جمعیتی با جمعیتی چند ده هزار نفری می‌باشد و به عنوان شهر صنعتگران بزرگ ایران ارائه خدمات به تمام پروژه‌های بزرگ صنعتی کشور و ناحیه‌ای به روستاهای اطراف شهر را ایفا می‌کند. شهر کوچک طاقانک و روستاهای شمس‌آباد، مصطفی آباد، بهرام آباد، نوآباد، سیرک و منطقه مسکونی کارخانه قند در زیر حوزه نفوذ شهر هفشجان قرار دارند. رشته کوه جهان بین در غرب و کوه بُزلَر در شمال شهر هفشجان قرار دارند.

## جمعیت
بر پایه سرشماری عمومی نفوس و مسکن در سال ۱۳۹۵جمعیت این شهر ۲۱٬۳۵۲ نفر (در ۶٬۶۵۵ خانوار) بوده است. در دوره معاصر، در تاریخ آبان ۱۳۳۵ خورشیدی/نوامبر ۱۹۵۶ اولین سرشماری عمومی نفوس و مسکن در ایران اجرا گردید. در بیش از ۶۰ سال اخیر، هفشجان نیز به عنوان یکی از نقاط مسکونی مورد سرشماری قرار گرفت و با بیش از ۶۵۷۳ نفر جمعیت به عنوان نقطه شهری در منطقه چهارمحال و بختیاری شناخته گردید. در سال ۱۳۳۵ تنها ۶ نقطه مسکونی «شهرکرد، بروجن، قهفرخ، هفتخان (هفشجان)، جونقان و بن» بالای ۵ هزار نفر جمعیت داشتند و هفشجان همچون قرن گذشته به عنوان یکی از بزرگ‌ترین مناطق منطقه و چهارمین شهر شناخته گردید.
در دومین سرشماری عمومی نیز بسال ۱۳۴۵، شهر هفشجان دارای ۷۹۵۱ نفر جمعیت بود.
در سرشماری سال ۱۳۵۵، هفشجان با جمعیتی بالا و بالغ بر ۱۱۱۴۶ نفر و بیست سال پس از نخستین سرشماری بالاخره دارای شهرداری گردید و شهرداری هفشجان در بیش از چهار دهه قبل در این شهر استقرار یافت. در نخستین سرشماری پس از انقلاب اسلامی در سال ۱۳۶۵، شهر هفشجان با رشد نسبتاً بالای جمعیتی به ۱۷۰۸۷ نفر جمعیت رسید. این آمار در سال ۱۳۷۵، ۱۸۷۸۲ نفر اعلام گردید و حاکی از رشد کم جمعیت بود.
در سرشماری سال ۱۳۸۵، شهر هفشجان با ۲۰۰۴۲ نفر جمعیت اعلام گردید. و به فاصله ۵ سال در سال ۱۳۹۰ نیز، آمار جمعیتی شهر ۲۰۸۴۷ نفر و نهایتاً نتیجه سرشماری ۱۳۹۵، شهر هفشجان با ۲۱۳۵۲ نفر جمعیت اعلام شده به عنوان ششمین شهر پرجمعیت استان چهارمحال و بختیاری و سومین شهر پرجمعیت شهرستان شهرکرد شناخته می‌گردد.

## آثار تاریخی
شهر هفشجان دارای پیشینه و تاریخچه‌ای کهن است. براساس سفالینه‌ها و ابزارهای سنگی ابتدایی کشف شده بروی تپه‌های باستانی قدمت هفشجان به هزاره هفتم قبل از میلاد برمی‌گردد و بیانگر پیشینه ۹۰۰۰ ساله این شهر است. از آثار تاریخی این شهر می‌توان به این ۶ اثر تاریخی اشاره داشت که جزو آثار ملی ایران نیز می‌باشند. عرصه وسیع پیش از تاریخی هفشجان که در چندین هزار هکتار از شمال غربی تا جنوب شرقی شهر کنونی هفشجان به طول ۱۲ کیلومتر گسترش یافته است. مملو از میلیون‌ها قطعه سفال تاریخ از عصر نوسنگی به بعد، ابزارهای سنگی ابتدایی بشر همچون اُبسیدین و فِلینت و نیز ده‌ها سکونتگاه باستانی است که همگی از پیشینه ۹۰۰۰ ساله هفشجان خبر می‌دهد.
بقایای شاهراه‌های باستانی، کتیبه‌های نیمه تصویر نگاری و نیز ده‌ها تپهٔ نوسنگی تا تاریخی، همگی بیانگر پیشینه کهن هفشجان است؛ بنابراین به مجموعه باستانی وسیع چند هزار هکتاری از شمال غربی تا جنوب شرقی شهر کنونی هفشجان که شامل تپه‌های باستانی می‌باشد مشهور به هفشجان کهن است. این هفشجان کهن در واقع در سطح این دولت شهر تاریخی و دوره نوسنگی نیز به عنوان یکی از بزرگ‌ترین جوامع مسکونی و انسانی جهان محسوب می‌گردد.
این هفشجان کهن به نام پارسی هوشنگان یعنی مکان هوشنگ پادشاه پیشدادی و کاشف آتش و محل اجرای جشن سده شهرت دارد. هوشنگان بعدها به هوشگان که مخفف آن است تبدیل و در دوره اسلامی بر اثر تأثیر زبان عربی به هَفشِجان یا هفشه‌جان معرب شده است.
اما هفشجان جدید، در واقع همان نژاد مردمان امروزی شهر هفشجان است. پیشینه این هفشجان جدید نیز بیش از ۸۰۰ سال قدمت دارد. هفشجان جدید بعد از سقوط سلسه‌های ترک سلجوقی، غزنوی و خوارزمشاهی، از مرغزار هزارخانی یا سرزمین هزارچشمه که به صورت شکارگاه مسکونی در سه قرن بود، از عصر اتابکان یعنی قرن هفتم هجری قمری/ششم هجری شمسی/سیزدهم میلادی دوباره مورد سکونت قرار گرفت.
مردمان جدید در این دشت که به دشت هوشنگی معروف است شهر جدید هفشجان را بنیان نهادند. مردمان اولیه این شهر در واقع ساکنین محله مرغزار کنونی هستند. این هفشجان در مرغزار ایجاد و گسترش یافت.

### تپه اسکندری و تپه‌های اطراف هفشجان
تپه اسکندری اولین، کهن‌ترین و بزرگ‌ترین اثر ملی استان چهارمحال و بختیاری، مربوط به دوران پیش از تاریخ است و در شهرستان شهرکرد، ۱ کیلومتری هفشجان واقع شده است. این اثر در تاریخ ۱ دی ۱۳۴۸ با شمارهٔ ثبت ۸۸۶ به‌عنوان یکی از آثار ملی ایران به ثبت رسیده است. قدمت این دولت شهر تاریخی به ۹۰۰۰ سال قبل برمی‌گردد و جزو اولین سکونتگاه‌های دوره نوسنگی محسوب می‌گردد. وجود سفالینه‌های پیش از تاریخ و وفور ابزار سنگی همچون فِلینت و اُبسیدین از استقرار این مکان از هزاره هفتم قبل از میلاد خبر می‌دهد و بیانگر توالی تمدنی منطقه است.

### تپه شهر کهنه هفشجان
تپه شهر کهنه مربوط به دوران پیش از تاریخ ایران باستان است و در شهرستان شهرکرد، شمال باختری هفشجان واقع شده است. این اثر در تاریخ ۱ دی ۱۳۴۸ با شمارهٔ ثبت ۸۸۷ به‌عنوان یکی از آثار ملی ایران به ثبت رسیده است.

### کتیبه گر نوشته هفشجان
کتیبه گر نوشته هفشجان مربوط به هزاره چهارم قبل از میلاد و ۶۰۰۰ سال پیش است و در هفشجان، کوه جهان بین واقع شده است. این اثر در تاریخ ۸ مرداد ۱۳۸۱ با شمارهٔ ثبت ۵۹۹۵ به‌عنوان یکی از آثار ملی ایران به ثبت رسیده است.
در کنار این کتیبه که بر دیوارهٔ صخره‌ای و صیقلی کوه جهان بین در حومه شهر هفشجان شهرکرد ایجاد شده است، بقایای راهی سنگ چین وجود دارد که به گفته کارشناسان، احتمالاً بقایای اولین مسیر ارتباطی برای انتقال فرهنگ و تمدن شوش و دشت خوزستان به محیط تمدن تابستانی اسکندری هفشجان بوده است. به عبارت دیگر در گذشته شاهراه خوزستان به اصفهان یا همان راه دسپارت (دزپارت) از هفشجان که مرکزیت مطلق منطقه بوده، عبور می‌کرده است. اما متأسفانه امروزه هنوز حریم حفاظتی کتیبه گرنوشته و حداقل ایجاد سقف بروی آن برای جلوگیری از فرسایش تدریجی توسط برف و باران توسط هیچ‌یک از سازمان‌های استان انجام نپذیرفته است و این اثر ۶۰۰۰ ساله را که قدیمی‌ترین کتیبه استان است را در معرض نابودی تدریجی قرار داده‌اند.

### گورستان تاریخی بُزلَر هفشجان
قبرستان تاریخی بُزلَر هفشجان مربوط به دوره صفوی به بعد است و در ابتدای شهر هفشجان واقع شده است. این اثر در تاریخ ۸ مرداد ۱۳۸۱ با شمارهٔ ثبت ۵۹۹۹ به‌عنوان یکی از آثار ملی ایران به ثبت رسیده است.
شهر هفشجان در گذشته یکی از مراکز مهم شیرتراشی بوده است و اکنون تعدادی از سنگتراش‌های قدیمی در هفشجان در قید حیاتند. شیرهایی که در قبرستان‌های هفشجان باقی مانده است، از زیباترین و خوش‌نقش‌ترین شیرهای سنگی محسوب می‌شوند. قدیمی‌ترین شیر سنگی موجود در استان چهار محال و بختیاری مربوط به دوره صفویه است. در ۳ دهه گذشته شیرهای سنگی بی‌نظیر این قبرستان به غارت کشیده شدند. پرویز تناولی از معروف‌ترین مجسمه سازان ایران کتابی در خصوص شیر سنگی به چاپ رسانده است که شیر سنگی هفشجان را از مهم‌ترین نمونه‌های ایران برشمرده است.

### گورستان ارامنه سیرک
گورستان ارامنه سیرک مربوط به دوره قاجار است و در شهرستان شهرکرد، بخش مرکزی، روستای سیرک در حومه هفشجان واقع شده است. این اثر در تاریخ ۸ مرداد ۱۳۸۱ با شمارهٔ ثبت ۶۰۰۲ به‌عنوان یکی از آثار ملی ایران به ثبت رسیده است. قبور ارامنه سیرک از جمله خوش نقش‌ترین قبور تاریخی ارامنه محسوب می‌گردند.

### مسجد خلجاء هفشجان یا مسجد قلعه
مسجد خلجاء هفشجان مربوط به دوره قاجار است و در شهرستان شهرکرد، بخش مرکزی، شهر هفشجان، خیابان امام حسین واقع شده است. این اثر نیز سرانجام در تاریخ ۱۲ شهریور ۱۳۸۶ با شمارهٔ ثبت ۱۹۴۹۷ به‌عنوان یکی از آثار ملی ایران به ثبت رسیده است.

### جدول فهرست آثار ملی هفشجان
| ردیف | اثر                                                                                          | تصویر |
| ---- | -------------------------------------------------------------------------------------------- | ----- |
| ۱    | تپه اسکندری و تپه‌های اطراف آن ۸۸۶ ۱۳۴۸/۱۰/۰۱ خورشیدی پیش از تاریخ نوسنگی(۹۰۰۰ سال) تا عیلامی |       |
| ۲    | تپه شهر کهنه ۸۸۷ ۱۳۴۸/۱۰/۰۱ خورشیدی پیش از تاریخ                                             |       |
| ۳    | کتیبه گرنوشته ۵۹۹۵ ۱۳۸۱/۰۵/۰۸ خورشیدی هزاره چهارم ق. م                                       |       |
| ۴    | گورستان بُزلَر ۵۹۹۹ ۱۳۸۱/۰۵/۰۸ خورشیدی صفوی به بعد                                             |       |
| ۵    | گورستان ارامنه ۶۰۰۲ ۱۳۸۱/۰۵/۰۸ خورشیدی قاجاریه                                               |       |
| ۶    | مسجد خلجاء ۱۹۹۴۷ ۱۳۸۶/۰۶/۱۸ خورشیدی قاجاریه                                                  |       |
| ۷    | چغات ترابی ---- ساسانی                                                                       |       |
| ۸    | چغات هوشنگی --- اشکانی                                                                       |       |

## نام گذاری
ریشه نام گذاری هفشجان یا هوشگان با شعر زیر بی مناسبت نیست:
| این شهر کهن به دوره «سنگ»  |  | گردیده بنا به دست «هوشنگ» |
| آتش چو در این مکان عیان شد |  | مشهور به شهر «هوشگان» شد  |

هفشجان یا هفشه جان معرب واژه پارسی هوشگان است. کلمه هوشگان نیز مخفف و برگرفته از نام هوشنگیان می‌باشد.هوشنگیان منتسب به هوشنگ پادشاه پیشدادی می‌باشد به‌طوری‌که کشف آتش و اجرای جشن سده نیز به او نسبت داده می‌شود، هم‌اکنون نیز بخش وسیعی از املاک هفشجان در دشتی واقع شده است که بزرگان و ریش سفیدان آن را دشت هوشنگ شاه می‌دانند. علی‌رغم آنکه پیشدادیان ریشه در اساطیر ایران دارد، اما در اینجا کلمه هوشنگیان مشخصاً و الزاماً وجود فردی به نام هوشنگ را به تأیید نمی‌رساند بلکه این عقیده ریشه در ادبیات شفاهی مردم داشته و این‌گونه تأثیر خود را بر نام این شهر گذاشته است. با این وجود عظمت آثار تاریخی هفشجان و پیشینه تاریخی۹۰۰۰ ساله این شهر اهمیت تاریخی هفشجان را می‌رساند.
«در اساطیر آمده که اژدهای سیاه (نماد اهریمن) به هوشنگ پیشدادی حمله کرد و او برای دفع اژدها سنگی بطرف آن انداخت. سنگ به سنگ دیگری برخورد و جرقه‌ای ایجاد نمود و آتش کشف گردید. دشتی که این واقعه بروی آن اتفاق افتاد معروف شد به دشت هوشنگی و شهری که بعداً بروی آن ساخته شد هوشنگیان نامیده شد که بر اثر کثرت تلفظ به هوشگان و به تعریب به هفشجان تغییر شکل داد. تمام مردم منطقه از جمله بختیاری‌ها و مردم شهرکرد هنوز این شهر را به نام هوشگان یا هوشنگیان می‌شناسند. هوشنگ شاه برای اولین بار جشن سده را بروی این دشت اجرا نمود. لازم به تذکر است که این شهر از دیرباز جزو منطقهٔ اصفهان محسوب می‌شده است.»
| این دشت هوشنگی که بینی خفته خاموش |  | از داغ پیشدادی دلش آتش فشان است |

هوشنگ (hu-shang)
کسی که منازل خوب فرهم سازد. هوشنگ در اوستا «هئوشینگه» آمده است که از دو واژه هوش و هنگ است. هوشنگ از پادشاهان پیشدادی است و در اوستا فقره ۲۱ از آبان یشت و در فقره ۲۴ از ارت یشت نام هوشنگ آمده است. فردوسی هوشنگ را به چم هوش و فرهنگ گرفته است.

## زبان
مردم شهر هفشجان به زبان فارسی با لهجه هوشگانی سخن می‌گویند. لهجه هوشگانی گونه‌ای از فارسی شکسته است و ریشه آن فارسی پهلوی است. به علت مجاورت با ایل بختیاری نیز تعدادی از لغات بختیاری و اقوام دیگر در زبان اهالی هفشجان دیده می‌شود. شهرهای هفشجان، شهرکرد، بروجن و فرخ شهر مراکز مهم فارسی‌زبان استان چهارمحال و بختیاری به‌شمار می‌آیند.

## مردم و صنعت
امروزه بالای ۷۰ درصد از مردم شهر هفشجان به شغل جوشکاری مشغول هستند. آوازه تبحر جوشکاری مردم این شهر به گونه‌ای است که بیش‌ترین و دقیق‌ترین جوشکاری‌های پروژه‌های مهم کشور در زمینه‌های لوله‌های انتقال گاز، نفت و … به آن‌ها سپرده می‌شود و شهر هفشجان را به شهر صنعتگران مشهور کرده است.
جوانان هفشجان در مجتمع‌های نفت و گاز پارس جنوبی پالایشگاه‌های آبادان و بندرعباس و طرح‌های خطوط لوله سراسر کشور و حتی خارج از کشور به حرفه جوشکاری اشتغال دارند. جوش استیل، کربن، کاپرنیک و آرگون از انواع جوشکاری حرفه‌ای است که هفشجانی‌ها در ارائه آن تبحر دارند.
در راه اعتلای صنعت ایران تعدادی کثیری از صنعتگران هفشجان جان خویش را از دست داده‌اند که می‌توان شهدای حوادث تروریستی دیاله عراق در سال‌های ۱۳۹۲ و ۱۳۹۳ خورشیدی را مهم‌ترین آن‌ها دانست که در مجموع ۱۸ تن از مهندسین و تکنسین‌های ایرانی جان خود را از دست دادند، در این میان ۸ تن آن‌ها اهل شهر هفشجان بودند. در سال ۱۳۸۹ خورشیدی نیز ۱۲ صنعتگر هفشجان در حادثه انفجار سرخس جان خویش را از دست دادند.
کیفیت کار متخصصان صنعت جوشکاری و تعداد بالای فعالان این حرفه سبب شده است تا این شهر اکنون به عنوان پایتخت صنعت جوش کشور شناخته شود و تلاش برای ثبت هفشجان در یونسکو به عنوان شهر جهانی صنعت جوش در حال پیگیری است.

### کارخانه‌ها
کارخانه آرد صنعتی هفشجان
کارخانه مالت‌سازی هفشجان
کارخانه بِه مالت هفشجان با عنوان اولین و تنها کارخانه مالت‌سازی ایران و خاورمیانه در شهرک صنعتی هفشجان قرار دارد. نخستین کارخانه مالت‌سازی صنعتی کشور با ۳۰ میلیارد ریال سرمایه‌گذاری بخش خصوصی و شبکه بانکی در سال ۱۳۸۹ توسط مهندس رستمی در شهر هفشجان به بهره‌برداری رسید.
بِه مالت، بزرگ‌ترین و پیشرفته‌ترین واحد تولیدکنندهٔ جو جوانه زده (مالت)، گندم جوانه زده، فرآورده‌های آن و آرد جو در خاورمیانه است. به‌طور میانگین هر ساله ۲ هزار و۸۰۰ تن فرآورده‌های مالت در این کارخانه تولید و روانه بازار شده است. این کارخانه تولید ظرفیت توسعه تولید تا ۲۴ هزار تن را دارد و شش میلیون و ۷۰۰ هزار دلار ارزآوری داشته است.
کارخانه قند چهارمحال (هفشجان)
کارخانه قند هفشجان اولین واحد صنعتی استان چهارمحال و بختیاری و تنها واحد صنعتی استان تا پایان دودمان پهلوی است. عملیات اجرایی و احداث ابنیه کارخانه با ظرفیت اسمی ۱۰۰٬۰۰۰ تن تولید قند و شکر در سال ۱۳۴۸ خورشیدی در زمین‌های ورودی شهر هفشجان با مساحت ۸۰ هکتار و با مشارکت کارشناسان کشور بلژیک آغاز و در سال ۱۳۵۰ با نام کارخانه قند و شکر کوروش کبیر به‌طور رسمی آغاز به کار کرد.
پس از پیروزی انقلاب اسلامی، به استناد مصوبه مجمع عمومی، نام آن به شرکت فرآورده‌های غذایی و قند چهار محال تغییر یافت و تا پایان سال ۱۳۷۳ در مالکیت سازمان صنایع ملی ایران بود. در سال ۱۳۷۴ شرکت، همراه دارایی‌های آن توسط بنیاد مستضعفان انقلاب اسلامی خریداری گردید.
در حال حاضر این مجموعه، مشغول به تولید محصول شکر است و منطقه‌ای مسکونی با جمعیتی در حدود ۳۰۰ نفر در اطرافش اسکان یافته است.

## جاذبه‌های طبیعی و گردشگری

### گردشگاه چشمه زنه هفشجان

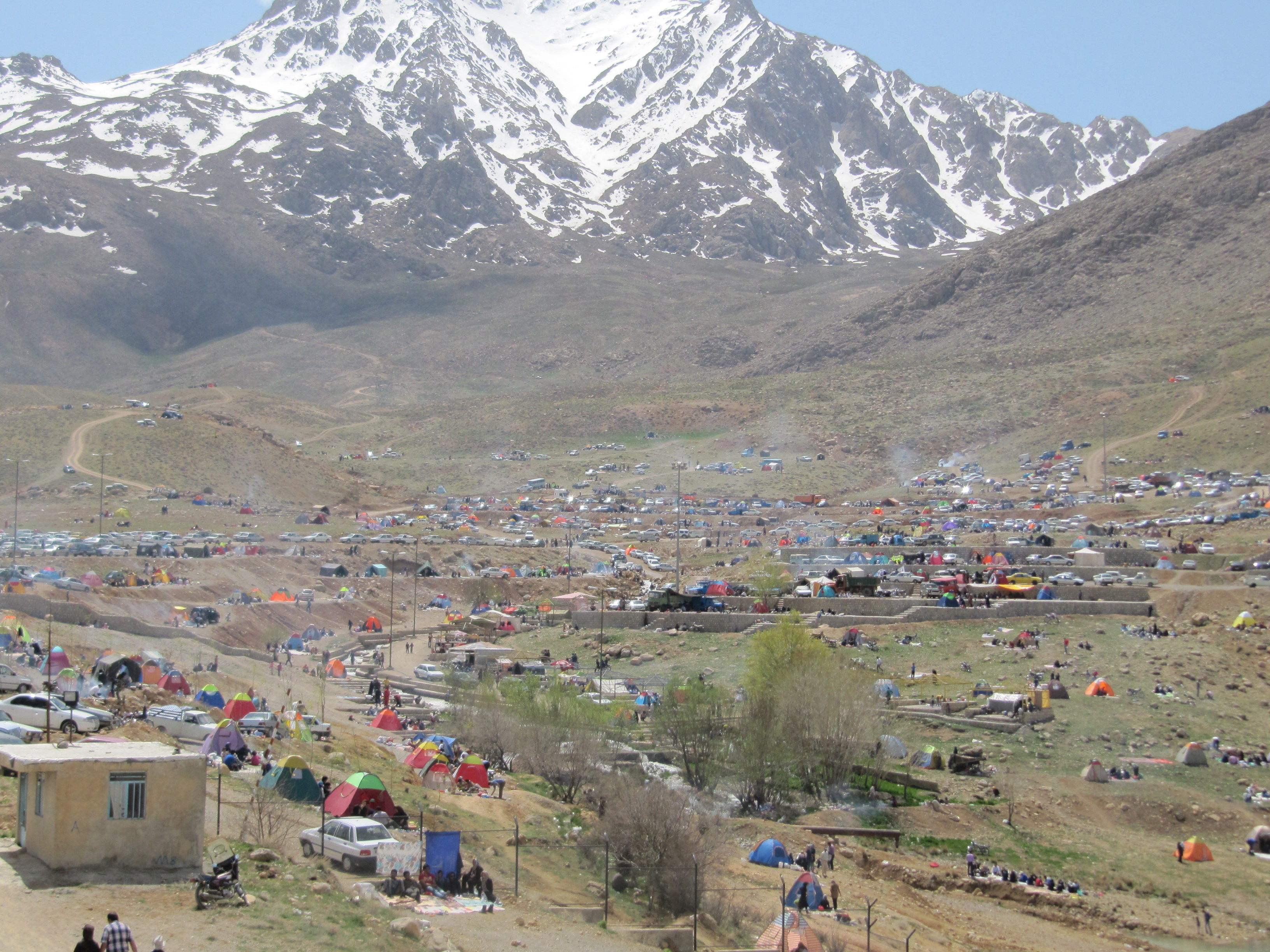
گردشگاه چشمه زنه در ارتفاعات جهان بین

گردشگاه چشمه زنه هفشجان در دامنه رشته کوه جهان بین و ۲ کیلومتری هفشجان و ۲۰ کیلومتری شهرکرد واقع شده است. در روز طبیعت هرسال بیش از ۱۰ هزار نفر از گردشگاه چشمه زنه و طبیعت زیبای آن دیدن می‌کنند.
این گردشگاه از مهم‌ترین جاذبه‌های گردشگری نزدیک به شهرکرد مرکز کنونی استان چهارمحال و بختیاری استو آب معدنی و لاله‌های واژگون آن از مهم‌ترین ویژگی‌های آن می‌باشد.
به منظور تأمین بخشی از آب کشاورزی دشت هفشجان، سدی در ۲۰ کیلومتری جنوب شهرکرد و شمال کوه جهان بین و ۳ کیلومتری شهر هفشجان بر روی این چشمه احداث شده است. این سد خاکی با هسته رسی، دارای مخزنی به حجم ۱/۳ میلیون مترمکعب می‌باشد. طول تاج سد ۴۱۰ متر و عرض تاج آن ۸ متر و ارتفاع از روی پی در عمیق‌ترین ناحیه ۴۲ متر است.
در وجه تسمیه نام چشمه زنه باید توجه داشت که نام زنه به علت زایش چشمه‌ای جوشان در کوه جهان بین هفشجان می‌باشد.

### غار جهان بین هفشجان
غار جهان بین در دامنه کوه جهان بین و در غرب هفشجان قرار دارد. این غار با بیش از ۱۴۰ متر عمق و متراژ عمودی عمیق‌ترین چاه غار طبیعی کشف شده در ایران محسوب می‌گردد.
با عبور از شهر و رفتن به سوی تفریحگاه چشمه زنه در رشته کوه جهان بین به سنگ‌شکن می‌رسیم که مسیر صعود به قله نیز هست. با طی جاده خاکی دسترسی به دکل‌های برق فشار قوی و نیز پیمودن حدود ۲۲۲ متر به سمت شرق سمت چلا و به سمت قله اصلی رفته تا به دهانه غار که زیر صخره‌ها پنهان است برسیم. غار دارای سنگ‌های بسیار زیبایی به شکل‌های گوناگون است. آب حوضچه غار کاملاً شفاف و از محل چکیدن قندیل‌ها تأمین شده است. برای بازدید باید از تجهیزات کامل صعود و فرود روی طناب برخوردار بوده و به فن آن تسلط داشته باشید.
علاوه بر این جاذبه‌های طبیعی و گردشگری، هفشجان دارای ۲۶ قنات یا کاریز ثبت شده است.

### کوهِ جهان بین
کوه جهان‌بین در غربِ شهرِ هفشجان قرار دارد. این کوه یکی از کوه‌های رشته کوه زاگرس است. کوه جهان بین به طولِ ۳۰ کیلومتر از جنوبِ روستای شمس‌آباد شروع و تا غرب روستای مصطفی آباد در حومه شهر هفشجان امتداد دارد. بلندترین قله‌های آن به نام‌های دالانک با ۳۳۴۲ متر، هفشجان با ۳۳۱۵ متر و شمس‌آباد با ۳۱۳۸ متر ارتفاع می‌باشد. شمارِ زیادی از چشمه ساران، دامنه‌های سرسبزِ شمال‌شرقی، صخره‌های بلند و غارهای ژرف و نیز زیبایی بی نظیرِ قلهٔ مرکزی یعنی نای هفشجان -که در عین حال یکی از بی‌نظیر و منظم‌ترین قله‌های کشور است- از ویژگی‌های منحصر به فردِ این رشته کوه می‌باشد. در دامنهٔ این رشته کوه، آثارِ تاریخی از شکل گیریِ تمدن‌هایی کهن در هزاره‌های پیش از تاریخ حکایت دارد.

### چشمه وقت و ساعت هفشجان
چشمه وقت و ساعت یکی از چشمه‌های واقع در دامنه کوه جهان بین هفشجان و در غرب روستای شمس‌آباد، شهرستان شهرکرد، استان چهارمحال و بختیاری است. این چشمه در فاصله ۳۵ کیلومتری شهرکرد و ۱۰ کیلومتری شهر هفشجان قرار دارد و به چشمه وقت و ساعت شمس‌آباد معروف است. علت نامگذاری وقت و ساعت به این دلیل است که آب این چشمه در طول روز ممکن است برای مدت ۲ تا ۳ ساعت قطع شود به گونه‌ای که هیچ اثری از آب در دهانه چشمه مشاهده نمی‌شود ولی با گذشت مدت زمانی به یک باره آب از دهانه این چشمه شروع به جوشش می‌کند و منظره زیبایی را به وجود می‌آورد. قدمت چشمه وقت و ساعت به قبل از دوران چهارم می‌رسد و جز چشمه‌های کارستی است که آب آن به صورت تناوبی خشک و پرآب می‌شود. این چشمه در تاریخ ۱۳۸۹/۱۱/۲۰، با شماره ثبت ۱۰۹ در فهرست ثبت آثار طبیعی ملی ایران قرار گرفته است.

## حوزه نفوذ و توسعه شهری

### راه‌های ارتباطی
شهر هفشجان از طریق راه اصلی بزرگراه هفشجان-شهرکرد به شهرکرد، مرکز کنونی استان چهارمحال و بختیاری متصل می‌گردد. طول این محور حدود ۱۲ کیلومتر است. از طرفی شهر هفشجان از طریق جاده اصلی هفشجان-سورشجان به سورشجان و از آن جا به غرب استان چهارمحال و بختیاری متصل می‌شود؛ طول این مسیر حدود ۲۲ کیلومتر است. جاده هفشجان-طاقانک نیز شهر هفشجان را به مسیر ارتباطی خوزستان متصل می‌کند.
با توجه به دیدگاه باستان‌شناسی از هزاران سال پیش گذرگاه‌های مهمی به هفشجان متصل می‌شده‌اند که می‌توان راه باستانی دسپارت یا دزپارت را مهم‌ترین آن‌ها دانست. این شاهراه پس از عبور از اصفهان، مرکز کشور و گردنه رخ به هفشجان مرکز مطلق منطقه چهارمحال می‌رسید و با عبور از تنگ خراجی امتداد یافته و مناطق شهرستان اردل وارد شهرستان ایذه و استان خوزستان کنونی می‌شد.
این راه تاریخی به عبارتی شاهراه اتصالی اصفهان به خوزستان بوده است که از مرکز منطقه هفشجان عبور می‌کرده است و همواره بر اهمیت راهی هفشجان می‌افزوده است. متأسفانه امروزه هفشجان اهمیت گذشته را بدان شکل ندارد.

### تقسیمات شهری
هفشجان شهری است که در چند دهه اخیر تحولات چشم‌گیری را از سرگذرانده است. شهر هفشجان بنا به آخرین تغییرات مشتمل بر ۱۷ محله می‌باشد که عبارتند از :تیر برزی، زیر کهریزی، پشت خانه نوروز، قلعه، پشت شهرداری، شمال سیل‌بند، میانرود، سنگتراش‌ها، جنوب سیل‌بند، شهرک فجر، مرغزار، لک لک، فیلی‌ها، جنب باغ جهان بین، بزلر، بازار قدیم و الله بخشی.
در مطالعات حاضر حریم پیشنهادی با سطحی حدود ۱۴۹۹/۶ هکتار از شمال به دامنه دیگ چی و از شمال شرق به اراضی کارخانه قند؛ از شرق، جنوب و غرب منطبق بر خط محدوده شهر می‌باشد. امکانات مناسب زیستی بخصوص منابع آب کافی همچون چشمه‌های متعدد و اراضی با قابلیت کشاورزی شرایط اسکان اولیه را برای ساکنین اولیه این شهر فراهم آورده است. شواهد موجود بیانگر این است که هسته اولیه شهر کنونی هفشجان یا هوشگان حدود ۷۰۰ سال قبل شکل گرفته است. قبل از آن هفشجان در دوره خوارزمشاهیان غیر مسکونی بوده و جنبه کاربری تفریحگاه و شکارگاه را داشته است.
اگر چه اطلاعات دقیقی از خصوصیات اجتماعی ساکنین اولیه وجود ندارد اما نظام یافتگی و پیچیدگی بافت کالبدی شهر مؤید قدمت آن می‌باشد. شهر هفشجان به مرور با شکل‌گیری هسته اولیه آن شروع به گسترش دایره‌ای خود می‌کند. روند گسترش دایره‌ای شهر به مرور با محدودیت‌هایی که در اطراف شهر وجود داشته متوقف می‌شود. چنین وضعیتی را می‌توان بعد از سال ۱۳۴۲ خورشیدی به دلیل محدودیت زمین‌های جنوب که عمدتاً درختکاری شده بود مشاهده نمود به‌طوری‌که توسعه شهر بسوی شمال و غرب کشیده می‌شود. اما بیشترین گسترش شهر بعد از انقلاب اسلامی صورت می‌گیرد. شهر یکباره در دامنه ملایم ارتفاعات شمال پیش می‌رود، انتخاب زمین به وسیلهٔ سازمان زمین شهری و محدودیت زمین‌های کشاورزی در شرق، جنوب و غرب را می‌توان عمده‌ترین عامل گسترش بطرف شمال دانست. هم‌اکنون گسترش و توسعه شهر هفشجان به سوی شمال و ارتفاعات بزلر می‌باشد.

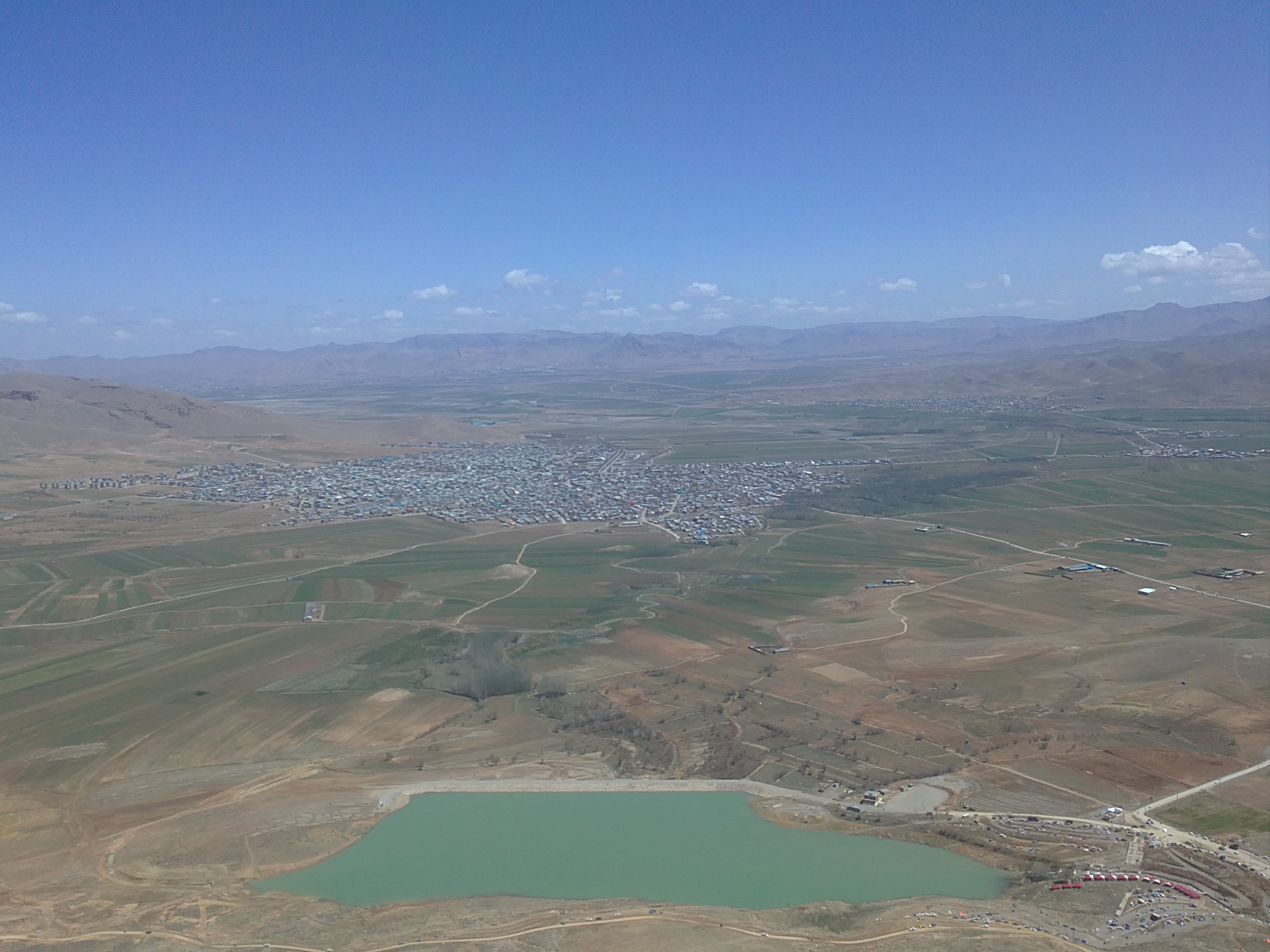
نمایی سراسری شهر هفشجان و گردشگاه چشمه زنه در دامان کوه جهان بین

## نگارخانه

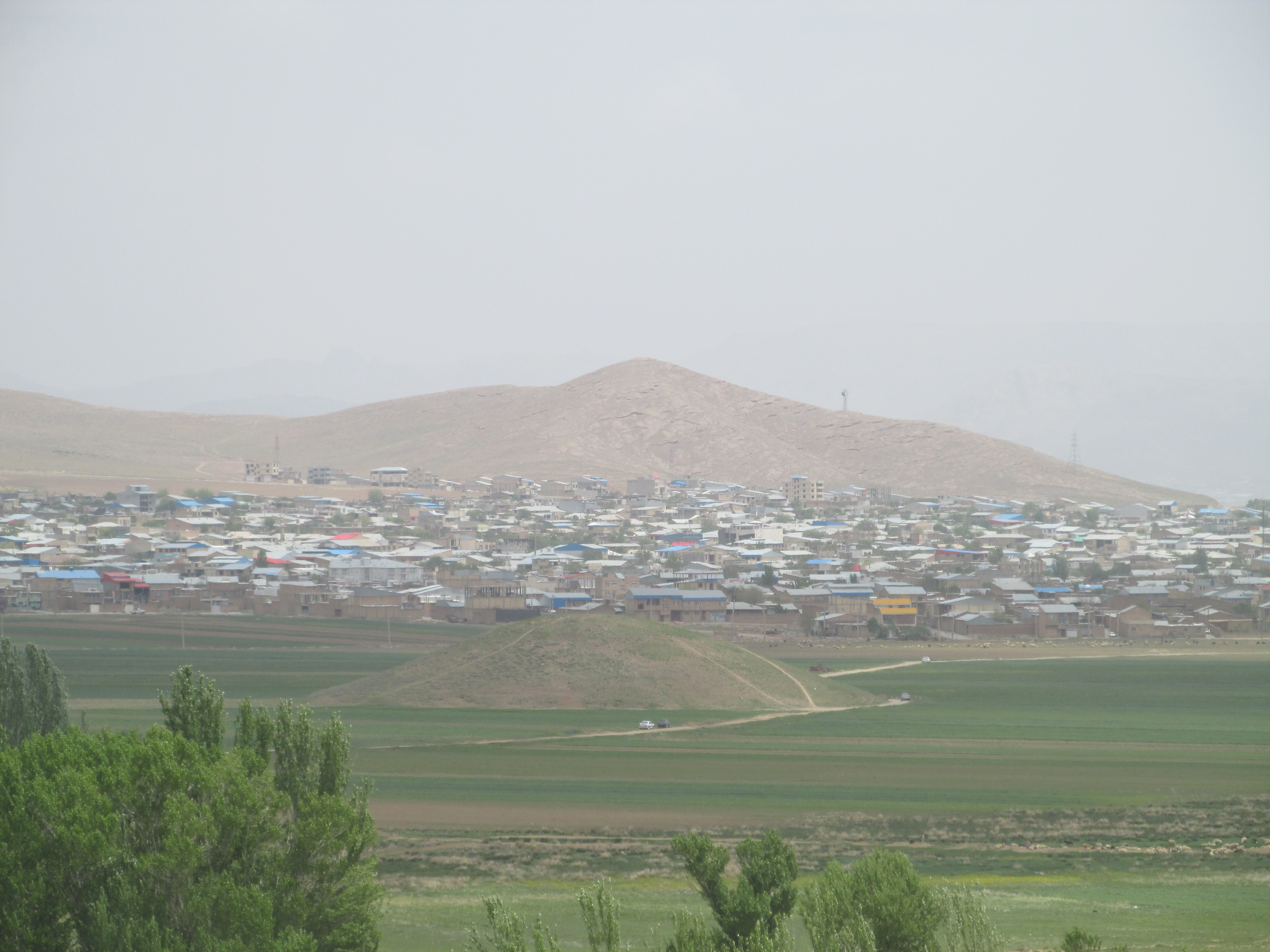
تپه اسکندری هفشجان اولین و بزرگترین اثر ملی و تاریخی استان چهارمحال و بختیاری
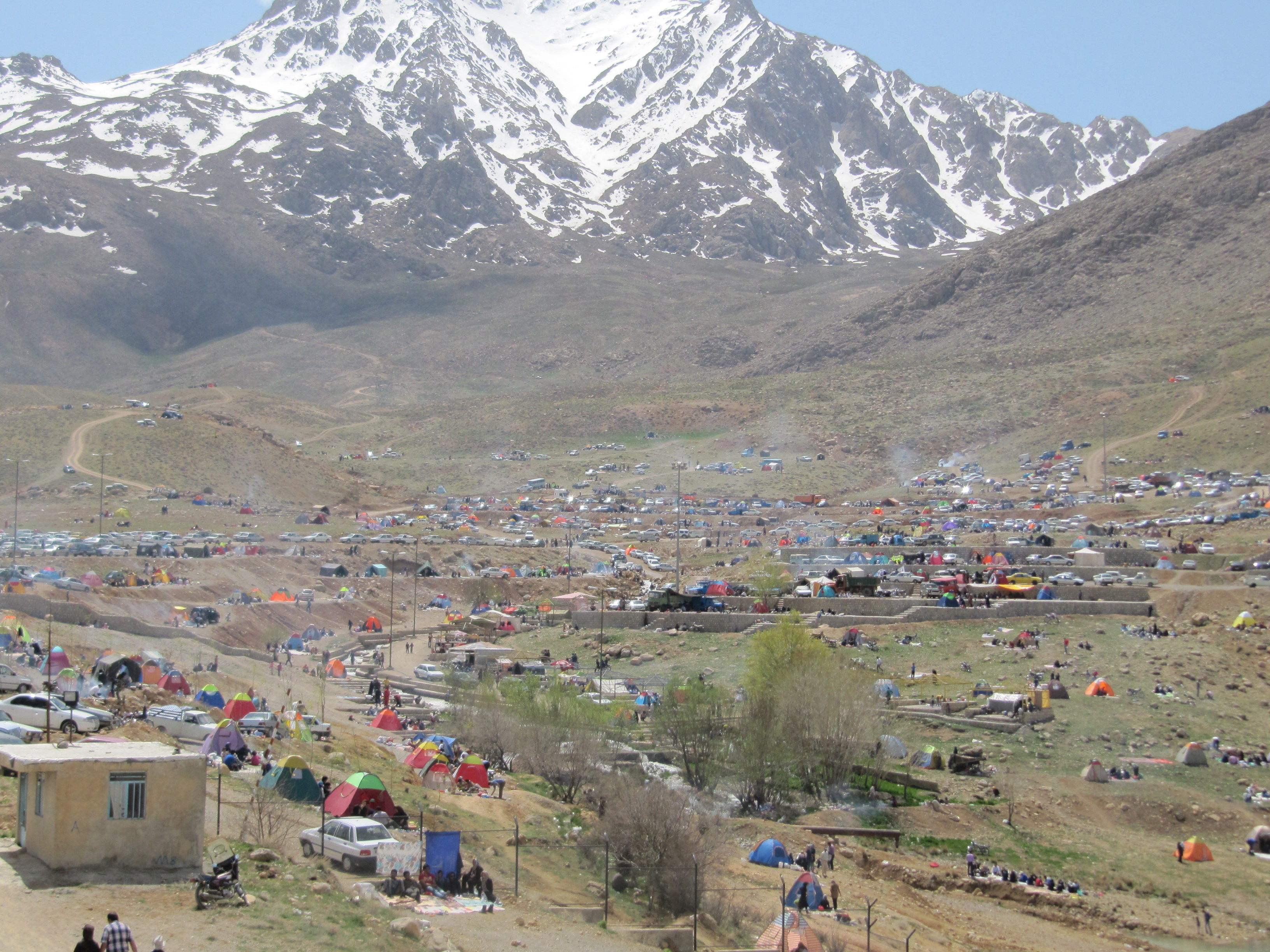
گردشگاه چشمه زنه در ارتفاعات جهان بین هفشجان
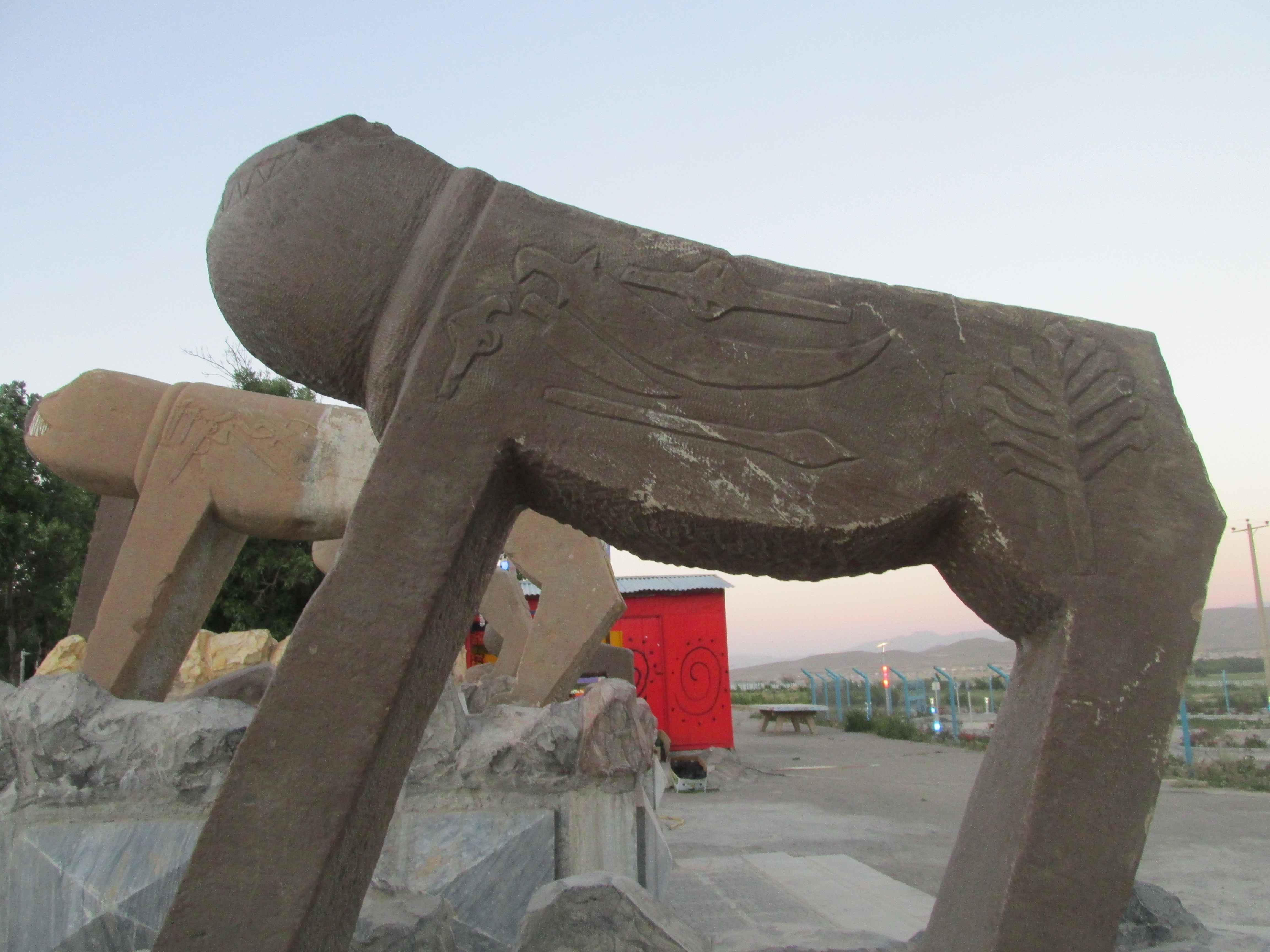
کهن‌ترین شیرهای سنگی در هفشجان

## سرشناسان
ابوذر ربیع‌زاده هفشجانی، قهرمان کشتی فرنگی ناشنوایان جهان
عبدالله کیوانی هفشجانی، نماینده ششمین دوره مجلس خبرگان رهبری
احمد راستینه هفشجانی، نماینده یازدهمین و دوازدهمین دوره مجلس شورای اسلامی